# 富村登
富村 登（とみむら のぼる、1886年9月7日 - 1964年）は、茨城県の地方史研究者、医師。
茨城県水海道（現常総市）生まれ。獨協第一高等学校卒。1911年東京帝国大学医学部卒。1912－13年東大医科学教室副手。1914年日本郵船船医嘱託（欧州航路）。1915年開業、地方史研究家。

## 著書
- 『育児十講』富村登 1930
- 『水海道郷土史談（上）』富村登 1935
- 『百年前』常総文化研究会 常総文化 1952
- 『水海道の呼び方』常総文化研究会 常総文化 1953
- 『水海道郷土史談』常総文化史研究会 1954-1955
- 『絹江詩史』常総文化史研究会 1956
- 『北総雑記』常総文化史研究会 1959
- 『常総の名人奇人』常総文化史研究会 1960
- 『常総の西洋学者』常総文化史研究会 1962
- 『常総の漢詩人』富村登遺稿後援会 1965
- 『山田三川』富村登遺稿出版後援会 1966
- 『鬼怒百話』富村登遺稿出版後援会 1967
- 『猪瀬東寧 明治南画界の雄』筑波書林 ふるさと文庫 1980
- 『富村登自伝 常総の郷土史を拓く』筑波書林 ふるさと文庫 1980
- 『水海道こども郷土史』富村太郎 1986
- 『富村氏四百年史』富村太郎 1989

### 校訂
- 山田三川『三川雑記』校訂 吉川弘文館 1972

## 注
1. ↑  『人物物故大年表』
2. ↑  『水海道の呼び方』著者紹介